# Quoziente di stabilità implantare
Il Quoziente di stabilità implantare (ISQ – implant stability quotient), misurato attraverso l’analisi della frequenza di risonanza (RFA) è un parametro fisico indice della stabilità primaria di un impianto dentale. L’ISQ può assumere un valore in una scala compresa tra 1 e 100, in cui i valori più alti sono indice di un più alto grado di stabilità primaria. La stabilità viene definita accettabile quando il valore di ISQ è compreso nel range 55-85 . Monitorando questo parametro, il chirurgo ha quindi la possibilità di monitorare l’osteointegrazione.
I valori più alti di ISQ si trovano normalmente nella mandibola piuttosto che nella mascella. Un valore iniziale di ISQ basso non tenderà ad aumentare nel tempo, e ciò si tradurrà in una più bassa stabilità secondaria e, conseguentemente, ad un più elevato rischio di fallimento implantare. Il valore ISQ medio indice di una discreta stabilità implantare è di circa 70 . Un valore di ISQ accettabile nelle fasi subito successive all’inserimento implantare, ma che subisce una drastica diminuzione è indice di un potenziale problema, e per questo è un segnale non trascurabile a livello clinico. 
La scala ISQ è una tecnologia brevettata dall’azienda svedese Osstell AB.